# Budakalász
Budakalász (tyska: Kalasch) är en stad och kommun i distriktet Szentendre i provinsen Pest i Ungern. Den ligger cirka 13,5 kilometer norr om centrala Budapest. Kommunen har 12 061 invånare (2024), på en yta av 15,17 km².